# Liste der Baudenkmäler in Giebelstadt
Auf dieser Seite sind die Baudenkmäler in dem unterfränkischen Markt Giebelstadt zusammengestellt. Diese Tabelle ist eine Teilliste der Liste der Baudenkmäler in Bayern. Grundlage ist die Bayerische Denkmalliste, die auf Basis des Bayerischen Denkmalschutzgesetzes vom 1. Oktober 1973 erstmals erstellt wurde und seither durch das Bayerische Landesamt für Denkmalpflege geführt wird. Die folgenden Angaben ersetzen nicht die rechtsverbindliche Auskunft der Denkmalschutzbehörde.

## Baudenkmäler nach Gemeindeteilen

### Giebelstadt
| Lage                               | Objekt                                           | Beschreibung | Akten-Nr.                       | Bild           |
| ---------------------------------- | ------------------------------------------------ | --- | ------------------------------- | -------------- |
| Am Geyerschloß 7 (Standort)        | Ruine des Geyerschlosses                         | ursprünglich Rechteckanlage mit Ringgraben, 14./16. Jahrhundert | D-6-79-138-7 Wikidata           | weitere Bilder |
| Flugplatzstraße 13 (Standort)      | Friedhof                                         | 2. Hälfte 19. Jahrhundert, mit Grabdenkmälern, 19./20. Jahrhundert | D-6-79-138-8 Wikidata           | weitere Bilder |
| Flugplatzstraße 13 (Standort)      | Friedhofsmauer                                   | | D-6-79-138-8 Wikidata           | weitere Bilder |
| Ingolstadter Straße 8 (Standort)   | Katholische Pfarrkirche Sankt Josef              | Staffelhalle mit Walmdach und Querhaus, Turm mit Pyramidendach, Muschelkalk, 1951–53, von Albert Boßlet und Erwin van Aaken                                                                              | D-6-79-138-79 Wikidata          | weitere Bilder |
| Ingolstadter Straße 27 (Standort)  | Ehemals Landarbeiterwohnhaus des Aussiedlergutes | zweigeschossiger Satteldachbau, Muschelkalkmauerwerk mit Ortquadern aus Sandstein, stichbogige Fenster mit Ziegelrahmungen, 1905                                                                         | D-6-79-138-81 Wikidata          | weitere Bilder |
| Marktplatz 1 (Standort)            | Ehemals Rathaus                                  | zweigeschossiger Mansardhalbwalmdachbau, massiv und verputzt, 18. Jahrhundert, Mitte 19. Jahrhundert verändert (Dachausbau zum Marktplatz)                                                               | D-6-79-138-65 Wikidata          | weitere Bilder |
| Marktplatz 3 (Standort)            | Ehemaliges Friesenhäuser Schloss, heute Rathaus  | für Johann Gottlob Zobel von Giebelstadt-Friesenhausen, zweigeschossiger, gestreckter Walmdachbau mit Barockgliederung, um 1709, Entwurf von Joseph Greissing                                            | D-6-79-138-2 Wikidata           | weitere Bilder |
| Marktplatz 4 a (Standort)          | Nebengebäude                                     | Bruchsteinbau mit Satteldach, 18./19. Jahrhundert | D-6-79-138-2 zugehörig Wikidata | weitere Bilder |
| Marktplatz 4 a (Standort)          | Torbogen                                         | mit Fußgängerpforte, 18./19. Jahrhundert | D-6-79-138-2 zugehörig Wikidata | weitere Bilder |
| Mergentheimer Straße 2 (Standort)  | Ehemaliges Zobelschloss                          | von Gräben umgebene, zweigeschossige Vierflügelanlage mit runden Ecktürmen, im Kern 14. Jahrhundert, im Wesentlichen 1545 und 1581–85 wiederaufgebaut, Steinbrücke und Turmkuppeln 1755, mit Ausstattung | D-6-79-138-3 Wikidata           | weitere Bilder |
| Mergentheimer Straße 2 (Standort)  | parkartiger Garten                               | zugehörig | D-6-79-138-3 Wikidata           | weitere Bilder |
| Mergentheimer Straße 12 (Standort) | Gasthaus zur Rose                                | zweigeschossiger Massivbau mit Ecklisenen und Mansardhalbwalmdach, 2. Hälfte 18. Jahrhundert | D-6-79-138-4 Wikidata           | weitere Bilder |
| Obere Kirchgasse 6 (Standort)      | Altes Evang.-Luth. Pfarrhaus                     | zweigeschossiger Halbwalmdachbau, massiv und verputzt, 1. Hälfte 19. Jahrhundert | D-6-79-138-5 Wikidata           | weitere Bilder |
| Obere Kirchgasse 8 (Standort)      | Evangelisch-lutherische Pfarrkirche              | Saalbau mit Satteldach und dreiseitig geschlossenem Chor, fünfgeschossiger Westturm mit Glockenhaube, im Kern wohl 16. Jahrhundert, im 18. Jahrhundert verändert, mit Ausstattung                        | D-6-79-138-6 Wikidata           | weitere Bilder |
| Würzburger Straße 29 (Standort)    | Aussiedler-Hofgut                                | Wohnhaus, zweigeschossiger Satteldachbau mit Lisenengliederung, Kniestock und Zwerchgiebel, Altan, 1885                                                                                                  | D-6-79-138-1 Wikidata           | weitere Bilder |
| Würzburger Straße 29 (Standort)    | Aussiedler-Hofgut                                | Scheune, Bruchstein, Ziegel und Fachwerk, Satteldach, 1885 | D-6-79-138-1 Wikidata           | BW             |
| Würzburger Straße 29 (Standort)    | Aussiedler-Hofgut                                | Nebengebäude, ein- und zweigeschossige Satteldachbauten, massiv und verputzt, 1920 | D-6-79-138-1 Wikidata           | BW             |

### Allersheim
| Lage                                                      | Objekt                                                 | Beschreibung | Akten-Nr.              | Bild           |
| --------------------------------------------------------- | ------------------------------------------------------ | --- | ---------------------- | -------------- |
| Am Frosch, Kr WÜ 35, Straße nach Gützingen (Standort)     | Mariensäule                                            | Sandstein, bezeichnet „1878“ | D-6-79-138-18 Wikidata | weitere Bilder |
| Am Steinbruch, Bergstraße, Kr WÜ 34 (Standort)            | Steinkreuz                                             | Wohl spätmittelalterlich | D-6-79-138-84 Wikidata | weitere Bilder |
| Bergstraße 8 (Standort)                                   | Katholisches Pfarrhaus                                 | Zweigeschossiger Mansardwalmdachbau mit gefugten Ecklisenen, 1743 von Johann David Steingruber | D-6-79-138-9 Wikidata  | weitere Bilder |
| Bergstraße (Standort)                                     | Bildstock                                              | Sandstein, Pfeiler und Aufsatz mit Marienkrönung, spätes 18. Jahrhundert, am Sockel modern bezeichnet „1955“ | D-6-79-138-9 Wikidata  | weitere Bilder |
| Bergstraße 15 (Standort)                                  | Katholische Pfarrkirche Sankt Georg und Sankt Walburga | Saalbau mit Satteldach, eingezogener Chor mit 5/8-Schluss, Chorflankenturm mit Spitzhelm, 1618, Vorhalle und Sakristeianbau bezeichnet 1907, mit Ausstattung; zwei Grabkreuze, Sandstein, bezeichnet „1613“ an der Kirchenaußenwand | D-6-79-138-10 Wikidata | weitere Bilder |
| Bergstraße 15 (Standort)                                  | Pestsäule                                              | 1638 | D-6-79-138-10 Wikidata | BW             |
| Bergstraße 15, Bergstraße (Standort)                      | Sandsteinkruzifix                                      | 1896 | D-6-79-138-10 Wikidata | weitere Bilder |
| Bergstraße 15 (Standort)                                  | Ölberg                                                 | Frühes 19. Jahrhundert | D-6-79-138-10 Wikidata | weitere Bilder |
| Bergstraße 15 (Standort)                                  | Kreuzigungsgruppe                                      | Sandstein, bezeichnet „Pfeiffer und Wehnert, 1873“, zwei Grabkreuze, Sandstein, bezeichnet „1613“, an der Kirchenaußenwand | D-6-79-138-14 Wikidata | weitere Bilder |
| Bischof-Reissmann-Platz (Standort)                        | Nepomukstatue                                          | Sandstein, 1798 | D-6-79-138-68 Wikidata | weitere Bilder |
| Bischof-Reissmann-Platz 5 (Standort)                      | Hausmadonna                                            | Sandstein, in Rundbogennische (Palladio-Motiv), um 1900 | D-6-79-138-67 Wikidata | weitere Bilder |
| An der Bergstraße ()                                      | Grenzstein                                             | Mit Julius-Echter-Wappen, Rotsandstein, 1617; nicht nachqualifiziert, im Bayerischen Denkmal-Atlas nicht kartiert | D-6-79-138-70 Wikidata |                |
| Gützinger Weg (Standort)                                  | Kreuzstein                                             | Wohl spätmittelalterlich | D-6-79-138-83          | weitere Bilder |
| Hinterm Dorf, Kr WÜ 35 (Standort)                         | Wegkreuz                                               | Sandstein, mit trauernder Maria, 19. Jahrhundert, Staffelaufgang und zwei Kastanienbäume | D-6-79-138-69 Wikidata | weitere Bilder |
| Hauptstraße (Standort)                                    | Figur der Maria Immaculata                             | Konsole als Wolke mit Engeln, auf Postament, Sandstein, 1868 | D-6-79-138-12 Wikidata | weitere Bilder |
| Hauptstraße 2, Ortsausgang nach Euerhausen (Standort)     | Bildstock                                              | Sandstein, Pfeiler mit Bildreliefs und Aufsatz mit Pietà und Krone, 1797 | D-6-79-138-16 Wikidata | BW             |
| Hauptstraße 7 (Standort)                                  | Bildstock                                              | Sandstein, gebauchter Sockel und Pfeiler, Aufsatz mit Kreuzigung und Krone, 1793 | D-6-79-138-13 Wikidata | weitere Bilder |
| Hauptstraße 8 (Standort)                                  | Ehemaliges Rathaus                                     | Zweigeschossiger, traufständiger Bruchsteinbau mit versetzten Sandsteineckquadern und Satteldach, im Kern 1624, zwei Wappensteine, 17. Jahrhundert                                                                                  | D-6-79-138-11 Wikidata | weitere Bilder |
| Judengarten (Standort)                                    | Jüdischer Friedhof                                     | Angelegt 1665, mehrfach erweitert, ca. 2000 Gräber, Grabmäler des 18.–20. Jahrhundert | D-6-79-138-15 Wikidata | weitere Bilder |
| Judengarten (Standort)                                    | Taharahaus (Leichenhaus)                               | erbaut 1929 | D-6-79-138-15 Wikidata | weitere Bilder |
| Kr WÜ 34, Predigtstuhl, Straße nach Euerhausen (Standort) | Flurkreuz                                              | Kruzifix auf Postament, Sandstein, 1860/70 | D-6-79-138-17 Wikidata | BW             |
| Marktring ()                                              | Bildstock                                              | Rechteckpfeiler mit Heiligenreliefs und Inschrift auf gebauchtem Piedestal, Reliefaufsatz mit Darstellung der Marienkrönung, frühklassizistisch, um 1790                                                                            | D-6-79-138-87          |                |
| Spiegelstraße 1 (Standort)                                | Bildstock                                              | Sandstein, gebauchter Sockel und Pfeiler, Aufsatz mit heiliger Dreifaltigkeit und Krone, bezeichnet „1790“ | D-6-79-138-82 Wikidata | weitere Bilder |
| Straße nach Mergentheim ()                                | Wegkreuz                                               | Mit Schmerzensmutter, 1871; nicht nachqualifiziert, im Bayerischen Denkmal-Atlas nicht kartiert | D-6-79-138-46 Wikidata |                |
| Seeweg ()                                                 | Bildstock                                              | toskanischer Pfeiler mit Reliefaufsatz, Darstellung der Pietà und der Heiligen Dreifaltigkeit, letztes Viertel 18. Jahrhundert, Sockel 1960 erneuert                                                                                | D-6-79-138-91          |                |

### Eßfeld
| Lage                                                      | Objekt                                       | Beschreibung | Akten-Nr.              | Bild           |
| --------------------------------------------------------- | -------------------------------------------- | --- | ---------------------- | -------------- |
| Adenauerstraße (Standort)                                 | Figur der Lourdes-Madonna                    | Gefasst, auf hohem Sandsteinsockel, Ende 19. Jahrhundert | D-6-79-138-25 Wikidata | weitere Bilder |
| Adenauerstraße 5 ()                                       | Bildstock                                    | fragmentierter Rechteckschaft mit Aufsatz und Relief der Vierzehn Nothelfer, frühklassizistisch, spätes 18. Jh.                                                                                | D-6-79-138-89          |                |
| Adenauerstraße 8 (Standort)                               | Bildstock                                    | Sandstein, gebauchter Sockel mit Pfeiler, Aufsatz mit Marienkrönung, 18. Jahrhundert | D-6-79-138-20 Wikidata | weitere Bilder |
| Adenauerstraße 12 (Standort)                              | Wappenstein derer von Echter                 | 1613 | D-6-79-138-21 Wikidata | weitere Bilder |
| Adenauerstraße 14 (Standort)                              | Wegkreuz                                     | Sockel mit Kruzifix, Sandstein, um 1860/70 | D-6-79-138-22 Wikidata | weitere Bilder |
| Adenauerstraße 24 (Standort)                              | Hausmadonna                                  | 18. Jahrhundert | D-6-79-138-23          | weitere Bilder |
| Adenauerstraße 27 (Standort)                              | Bildstock                                    | Sandstein, Sockel mit Pfeiler, Aufsatz mit Abendmahl, zweite Hälfte 18. Jahrhundert | D-6-79-138-35 Wikidata | weitere Bilder |
| Dr.-Amrhein-Straße 6 (Standort)                           | Katholische Pfarrkirche Sankt Peter und Paul | Chorseitenturm spätromanisch mit Obergeschoss von 1614, Langhaus mit Querschiff, eingezogenem Chor und Satteldach umlaufend mit Streben besetzt, Bruchstein, neugotisch, 1898, mit Ausstattung | D-6-79-138-26 Wikidata | weitere Bilder |
| Dr.-Amrhein-Straße 6 (Standort)                           | Friedhofskreuz                               | Sockel mit Kruzifix, Sandstein, bezeichnet „1822“ | D-6-79-138-27 Wikidata | weitere Bilder |
| Dr.-Amrhein-Straße 12 (Standort)                          | Hausmadonna                                  | 19. Jahrhundert | D-6-79-138-28          | BW             |
| Dr.-Heim-Straße 4 (Standort)                              | Figur der Maria Immaculata auf Postament     | 1834 | D-6-79-138-29 Wikidata | weitere Bilder |
| Dr.-Heim-Straße 5 (Standort)                              | Bildstock                                    | Mit Inschrift und Relief des hl. Nikolaus von Flüe, um 1975 | D-6-79-138-24 Wikidata | weitere Bilder |
| Dr.-Heim-Straße 11 (Standort)                             | Wohnstallhaus                                | Zweigeschossiger, siebenachsiger Satteldachbau mit verputztem Fachwerkobergeschoss und Freitreppe, 18. Jahrhundert, 1821 umgebaut, Zwerchhaus modern                                           | D-6-79-138-71 Wikidata | weitere Bilder |
| Heinrich-Lanz-Straße (Standort)                           | Bildstock                                    | Schaft auf Postament mit Inschrift und von gotischen Fialen gerahmter Reliefaufsatz mit krabbenbesetztem Kielbogen, Relief der Pietà, bezeichnet mit "1859"                                    | D-6-79-138-90          | BW             |
| Herrenlänge (Standort)                                    | Bildstock                                    | Gebauchter Sockel mit Pfeiler, Aufsatz mit Kreuzigung und den Heiligen Andreas, Bernhardin und Margarete, 1801, Flur Herrenlänge südlich des Ortes                                             | D-6-79-138-80 Wikidata | BW             |
| Gießgraben, B 19 nach Giebelstadt (Standort)              | Bildstock                                    | Sandstein, Sockel mit Pfeiler, Muschelkalk, bezeichnet „1673“, Aufsatz mit Marienkrönung, Sandstein, Mitte 18. Jahrhundert                                                                     | D-6-79-138-36 Wikidata | BW             |
| Kapellenberg 12 (Standort)                                | Katholische Kapelle Sankt Nikolaus           | Eingezogener Chor und Sakristeianbau, Satteldach mit Dachreiter, 18. Jahrhundert, vielleicht über älterem Kern, mit Ausstattung                                                                | D-6-79-138-30 Wikidata | weitere Bilder |
| Kapellenberg 14 (Standort)                                | Bildstock                                    | Sandstein, Sockel mit Halbsäulen, Pietà, 1801 | D-6-79-138-31 Wikidata | weitere Bilder |
| Michelsberg 3 (Standort)                                  | Hausfigur                                    | 18. Jahrhundert | D-6-79-138-32 Wikidata | weitere Bilder |
| Andreas-Hermes-Straße, an der Grundstücksmauer (Standort) | Bildhäuschen                                 | Sandstein, mit Kreuzigung, 1849 | D-6-79-138-32 Wikidata | weitere Bilder |
| Von-Zweter-Weg 7 (Standort)                               | Bildstock                                    | Sandstein, Sockel mit Pfeiler, Aufsatz mit Kreuzigung, 17. Jahrhundert | D-6-79-138-33 Wikidata | weitere Bilder |

### Euerhausen
| Lage | Objekt                                 | Beschreibung | Akten-Nr.              | Bild           |
| --- | -------------------------------------- | --- | ---------------------- | -------------- |
| B 19, Weinbergsäcker (Standort)                                                                             | Wegkreuz                               | Sockel mit Kruzifix und Schmerzensmutter, Sandstein, Mitte 19. Jahrhundert, Straße nach Giebelstadt | D-6-79-138-43 Wikidata | BW             |
| Bachstraße 21 (Standort)                                                                                    | Hausfigur der Maria Immaculata         | Holz, um 1830 | D-6-79-138-73 Wikidata | weitere Bilder |
| Bachstraße 21 (Standort)                                                                                    | Figur der Maria Immaculata             | auf Postament mit von Halbsäulen flankierter Rundbogennische und Akroteren, Sandstein, 1877 | D-6-79-138-73 Wikidata | weitere Bilder |
| Blumenstraße 13 (Standort)                                                                                  | Bildstock                              | gebauchter Sockel mit Pfeiler, Aufsatz mit Marienrelief, Sandstein, 1791, Straße nach Giebelstadt | D-6-79-138-42 Wikidata | weitere Bilder |
| Friedhofstraße (Standort)                                                                                   | Wegkreuz                               | Kruzifix auf Postament, Viernageltypus, Sandstein, wohl 2. Hälfte 19. Jahrhundert | D-6-79-138-92          | BW             |
| Hollmertsbrunn, Kr WÜ 36, an der Straße nach Euerhausen, ca. 1 km vor der Einmündung in die B 19 (Standort) | Bildstock                              | Sockel mit gedrungenem Pfeiler, Aufsatz mit Kreuzigungsrelief, Sandstein, 2. Hälfte 17. Jahrhundert, renov. 1970                                                                                           | D-6-79-122-71 Wikidata | weitere Bilder |
| Julius-Echter-Straße (Standort)                                                                             | Bildstock                              | Pfeiler mit Konsole, Aufsatz mit Kreuzigung und krabbenbesetztem Giebel, Sandstein, 1592, Straße nach Giebelstadt                                                                                          | D-6-79-138-45 Wikidata | weitere Bilder |
| Julius-Echter-Straße 5 (Standort)                                                                           | Bildstock                              | Sandstein, Pfeiler und Aufsatz mit den Vierzehn Nothelfern und Hl. Familie, neugotisch, 2. Hälfte 19. Jahrhundert, Ortsausgang nach Herchsheim                                                             | D-6-79-138-44 Wikidata | weitere Bilder |
| Julius-Echter-Straße 18 (Standort)                                                                          | Bildstock                              | Sockel mit Pfeiler Aufsatz baldachinartig mit Relief der Pietà, Sandstein, bezeichnet 1556, Straße nach Giebelstadt                                                                                        | D-6-79-138-40 Wikidata | weitere Bilder |
| Julius-Echter-Straße 21 (Standort)                                                                          | Katholische Pfarrkirche Sankt Nikolaus | freistehender, dreigeschossiger Turm mit Spitzhelm (ursprünglich Torturm der Kirchhofbefestigung) spätmittelalterlich, Langhaus mit Satteldach, eingezogenem Chor und Sakristeianbau 1728, mit Ausstattung | D-6-79-138-38 Wikidata | weitere Bilder |
| Julius-Echter-Straße 21 (Standort)                                                                          | Missionskreuz                          | gelber Sandstein, Kreuz und Sockel Rotsandstein, 1889 | D-6-79-138-74 Wikidata | weitere Bilder |
| Julius-Echter-Straße 21 (Standort)                                                                          | Ölbergkapelle                          | zwei Holzskulpturen (Christus, Engel), ca. 1770 | D-6-79-138-74 Wikidata | weitere Bilder |
| Julius-Echter-Straße 28 (Standort)                                                                          | Bildstock                              | Sandstein, Pfeiler und Aufsatz mit Dreifaltigkeit (Vorderseite) und den Vierzehn Nothelfern (Rückseite), neugotisch, um 1900                                                                               | D-6-79-138-39 Wikidata | weitere Bilder |
| Nähe Wolkshäuser Straße (Standort)                                                                          | Bildstock                              | Pfeiler und Aufsatz mit Marienrelief, 1740 | D-6-79-138-41 Wikidata | BW             |
| Wolkshäuser Straße 2, 4 (Standort)                                                                          | Wegkreuz                               | Kruzifix auf Postament, Dreinageltypus, Sandstein, wohl 2. Hälfte 19. Jahrhundert | D-6-79-138-93          | BW             |

### Herchsheim
| Lage                    | Objekt                  | Beschreibung                                                                                             | Akten-Nr.              | Bild           |
| ----------------------- | ----------------------- | --- | ---------------------- | -------------- |
| Dorfstraße 5 (Standort) | Evangelisches Pfarrhaus | zweigeschossiger, giebelständiger Halbwalmdachbau, verputztes Fachwerk, 18./19. Jahrhundert              | D-6-79-138-47 Wikidata | weitere Bilder |
| Kirchhof (Standort)     | Grabmal                 | Sandstein, Stele mit Urne, 1877                                                                          | D-6-79-138-75 Wikidata | BW             |
| Kirchplatz 3 (Standort) | Evangelische Kirche     | Saalbau mit Sakristeianbau und Satteldach, dreigeschossiger Chorturm, nachgotisch, 1613, mit Ausstattung | D-6-79-138-48 Wikidata | weitere Bilder |

### Ingolstadt in Unterfranken
| Lage                                         | Objekt                                               | Beschreibung | Akten-Nr.              | Bild           |
| -------------------------------------------- | ---------------------------------------------------- | --- | ---------------------- | -------------- |
| Geroldshäuser Straße, Mooser Weg (Standort)  | Bildstock                                            | Sandstein, Pfeiler und Aufsatz mit Pietà-Relief und Dreiecksgiebel, bezeichnet 1902, Straße nach Geroldshausen                                                    | D-6-79-138-53 Wikidata | weitere Bilder |
| Geroldshäuser Straße (Standort)              | Bildstock                                            | Sandstein, verjüngter Pfeiler und Aufsatz mit Relief Maria und Jesuskind, Rundbogenabschluss, 18. Jahrhundert, Abzweigung nach Geroldshausen                      | D-6-79-138-54 Wikidata | weitere Bilder |
| Kühried, Nähe Ludwig-Bauer-Straße (Standort) | Friedhofskreuz                                       | Sandstein, um 1850 | D-6-79-138-52 Wikidata | weitere Bilder |
| Ludwig-Bauer-Straße 8 (Standort)             | Hausmadonna                                          | Mitte 19. Jahrhundert | D-6-79-138-49 Wikidata | weitere Bilder |
| Ludwig-Bauer-Straße 14 (Standort)            | Katholische Pfarrkirche Unbefleckte Empfängnis Mariä | Saalbau mit Pilastergliederung und Satteldach, Sakristeianbau, dreigeschossiger Westturm mit Zwiebelhaube, 1751 unter Leitung Balthasar Neumanns, mit Ausstattung | D-6-79-138-50 Wikidata | weitere Bilder |
| Nähe Pfarrgasse (Standort)                   | Bildstock                                            | mit Marienkrönung, 18. Jahrhundert | D-6-79-138-50 Wikidata | BW             |
| Nähe Pfarrgasse (Standort)                   | Grabmal                                              | mit Kreuzigung | D-6-79-138-50 Wikidata | BW             |
| Schloßstraße 2 (Standort)                    | Ehemaliges Gutshaus                                  | zweigeschossiger Bruchsteinbau mit Kniestock und Satteldach, klassizistisch, 1. Hälfte 19. Jahrhundert                                                            | D-6-79-138-51 Wikidata | weitere Bilder |
| Schloßstraße 2 (Standort)                    | Einfahrt                                             | 1803 | D-6-79-138-51 Wikidata | weitere Bilder |
| Schloßstraße 2 (Standort)                    | Park                                                 | mit Pfeilerbrunnen | D-6-79-138-51 Wikidata | BW             |

### Sulzdorf
| Lage                                                      | Objekt                                 | Beschreibung | Akten-Nr.              | Bild           |
| --------------------------------------------------------- | -------------------------------------- | --- | ---------------------- | -------------- |
| Dorfberg 3 (Standort)                                     | Katholische Pfarrkirche Sankt Cyriakus | Saalbau mit Satteldach, eingezogener Chor, dreigeschossiger Chorseitenturm mit Zwiebelhaube, um 1600, 1727 verändert, mit Ausstattung | D-6-79-138-55 Wikidata | weitere Bilder |
| Dorfberg 3 (Standort)                                     | Ölbergkapelle                          | 18. Jahrhundert | D-6-79-138-55 Wikidata | weitere Bilder |
| Dorfberg 3 (Standort)                                     | Bildstock                              | mit Marienkrönung, Hostienverehrung und Pietà, 16./17. Jahrhundert, an der Kirchenmauer                                               | D-6-79-138-55 Wikidata | weitere Bilder |
| Dorfberg 3 (Standort)                                     | Bildstock                              | mit Marienkrönung und den Vierzehn Nothelfern, 18. Jahrhundert                                                                        | D-6-79-138-55 Wikidata | weitere Bilder |
| Dorfberg 6 (Standort)                                     | Katholische Pfarrhaus                  | zweigeschossiger Walmdachbau mit geohrten Fensterrahmungen, verputzt, Rundbogeneinfahrt, Wappenrelief, 1733                           | D-6-79-138-56 Wikidata | weitere Bilder |
| Dorfberg 7 (Standort)                                     | Hausmadonna                            | 18. Jahrhundert | D-6-79-138-57          | weitere Bilder |
| Gaubüttelbrunner Straße 21 (Standort)                     | Sankt Michael                          | 18. Jahrhundert, im Dorf | D-6-79-138-58 Wikidata | weitere Bilder |
| Gaubüttelbrunner Straße 23 (Standort)                     | Bildstock                              | Sandstein, Pfeiler und Aufsatz mit Kreuzigung, 1766, "Hinter den Gärten"                                                              | D-6-79-138-78 Wikidata | weitere Bilder |
| Gaubüttelbrunner Straße 24 (Standort)                     | Wegkreuz                               | Gusseisen auf Sandsteinsockel, Ende 19. Jahrhundert, am Weg über den Allersheimer Berg                                                | D-6-79-138-76 Wikidata | weitere Bilder |
| Herchsheimer Weg (Standort)                               | Bildstock                              | Sandstein, Pfeiler und Aufsatz mit Kreuzschlepper und Reliefs Pietà und 14 Nothelfer, 1760, an der Straße nach Ingolstadt             | D-6-79-138-77 Wikidata | weitere Bilder |
| Nähe Hohlweg (Standort)                                   | Bildstock                              | 1614 (Marienstatuette neu); nicht nachqualifiziert                                                                                    | D-6-79-138-60 Wikidata | BW             |
| Kirchheimer Straße 1 a (Standort)                         | Friedhofskreuz mit Schmerzensmutter    | spätes 18. Jahrhundert | D-6-79-138-61 Wikidata | weitere Bilder |
| Kirchheimer Straße 1 a (Standort)                         | Kriegerdenkmal                         | Kriegerehrenmal mit Sankt Georg für 1914/18                                                                                           | D-6-79-138-85 Wikidata | weitere Bilder |
| Torstraße 3 (Standort)                                    | Madonnenfigur                          | 1769; nicht nachqualifiziert, im Bayerischen Denkmal-Atlas nicht kartiert                                                             | D-6-79-138-59 Wikidata | weitere Bilder |
| Nähe Hohlweg; Straßenkreuzung vor dem Friedhof (Standort) | Wegkreuz                               | um 1900 | D-6-79-138-62 Wikidata | weitere Bilder |
| Neuer Weg; Straße nach Ingolstadt (Standort)              | Wegkreuz                               | Sandstein, 1907 | D-6-79-138-63 Wikidata | BW             |

## Ehemalige Baudenkmäler
In diesem Abschnitt sind Objekte aufgeführt, die früher einmal in der Denkmalliste eingetragen waren, jetzt aber nicht mehr. Objekte, die in anderem Zusammenhang – also z. B. als Teil eines Baudenkmals – weiter eingetragen sind, sollen hier nicht aufgeführt werden. Aktennummern in diesem Abschnitt sind ehemalige, jetzt nicht mehr gültige Aktennummern.

| Lage                           | Objekt   | Beschreibung | Akten-Nr.             | Bild |
| ------------------------------ | -------- | ------------ | --------------------- | ---- |
| Giebelstadt Obere Kirchgasse 6 | Friedhof |              | D-6-79-138-5 Wikidata | BW   |

## Abgegangene Baudenkmäler
In diesem Abschnitt sind Objekte aufgeführt, die früher einmal in der Denkmalliste eingetragen waren, jetzt aber nicht mehr existieren, z. B. weil sie abgebrochen wurden. Aktennummern in diesem Abschnitt sind ehemalige, jetzt nicht mehr gültige Aktennummern.

| Lage                                 | Objekt             | Beschreibung | Akten-Nr.              | Bild |
| ------------------------------------ | ------------------ | --- | ---------------------- | ---- |
| Allersheim Hauptstraße 20 (Standort) | Ehemalige Synagoge | zweigeschossiger, traufständiger Satteldachbau mit Fachwerkobergeschoss, um 1800 2014 - 2015 abgebaut, 2020 - 2023 im Freilandmuseum Bad Windsheim wiederaufgebaut. | D-6-79-138-66 Wikidata | BW   |